# Before the Frost
Before the Frost...Until the Freeze es un disco de 2009 de la banda de blues-rock The Black Crowes. Fue grabado con público en directo en el estudio Woodstock de Levon Helm en Nueva York, entre finales de febrero y comienzos de marzo de 2009.
El álbum está producido por un largo colaborador de la banda, Paul Stacey, y editado por Silver Arrow Records.

## Lista de canciones
Todas las canciones escritas conjuntamente por Chris Robinson y Rich Robinson, excepto donde se indica su compositor.

### Versión en CD
Before the Frost... [CD]
1. "Good Morning Captain" – 3:24
2. "Been a Long Time (Waiting on Love)" – 7:47
3. "Appaloosa" – 3:35
4. "A Train Still Makes a Lonely Sound" – 4:23
5. "I Ain't Hiding" (C. Robinson) – 5:57
6. "Kept My Soul" – 5:23
7. "What Is Home?" (R. Robinson) – 5:13
8. "Houston Don't Dream About Me" – 5:05
9. "Make Glad" – 4:18
10. "And the Band Played On..." – 4:12
11. "The Last Place That Love Lives" (C. Robinson) – 4:57

...Until the Freeze [descarga]
1. "Aimless Peacock" – 6:40
2. "The Shady Grove" – 4:42
3. "The Garden Gate" – 4:21
4. "Greenhorn" – 7:12
5. "Shine Along" – 4:47
6. "Roll Old Jeremiah" (C. Robinson) – 4:40
7. "Lady of Ave. A" – 5:20
8. "So Many Times" (Chris Hillman, Stephen Stills) – 4:53
9. "Fork in the River" (C. Robinson) – 4:11

### Versión en vinilo
Cara 1
1. "Aimless Peacock" – 6:40
2. "Good Morning Captain" – 3:24
3. "Been a Long Time (Waiting on Love)" – 7:47
4. "Greenhorn" – 7:12

Cara 2
1. "Appaloosa" – 3:35
2. "The Shady Grove"  – 4:42
3. "The Garden Gate" – 4:21
4. "Shine Along" – 4:47
5. "Roll Old Jeremiah" (C. Robinson) – 4:40
6. "Houston Don't Dream About Me" – 5:05

Cara 3
1. "I Ain't Hiding" (C. Robinson) – 5:57
2. "Kept My Soul" – 5:23
3. "Lady of Ave. A" – 5:20
4. "Make Glad" – 4:18
5. "And the Band Played On..." – 4:12

Cara 4
1. "What Is Home?" (R. Robinson) – 5:13
2. "So Many Times" (Hillman, Stills) – 4:53
3. "A Train Still Makes a Lonely Sound" – 4:23
4. "Fork in the River" (C. Robinson) – 4:11
5. "The Last Place That Love Lives" (C. Robinson) – 4:57

## Personal
The Black Crowes
- Chris Robinson – cantante, armónica, guitarra
- Rich Robinson – guitarras, cítara, voces
- Steve Gorman – batería, percusión
- Sven Pipien – bajo, voces
- Luther Dickinson – guitarras, mandolina
- Adam MacDougall – teclados, voces

Personal adicional
- Larry Campbell – banjo, fiddle, pedal steel
- Joe Magistro – percusión

Producción
- Paul Stacey – productor, ingeniero, mezclado
- Justin Guip – ingeniero
- Chris Edwards – ingeniero
- James Russick Smith, Brendan McDonough – asistente ingeniero
- Phillip Parsons, Ben Hampson – asistente de ingeniero mezclador
- Pete Angelus – mánager (Angelus Entertainment)
- Amy Finkle – mánager (Angelus Entertainment, East Coast)
- Adam "Cutlets" Richards – asistente de la banda
- Arik Roper – ilustraciones
- Alan Forbes – creador de póster